# Свобода (Сумская область)
Свобода (укр. Свобода) — село,
Новослободский сельский совет,
Путивльский район,
Сумская область,
Украина.
Код КОАТУУ — 5923886303. Население по переписи 2001 года составляло 23 человека.

## Географическое положение
Село Свобода находится около большого массива ирригационных каналов.
На расстоянии в 2,5 км расположены сёла Бруски, Бывалино, Новая Слобода и Бунякино.